# Bithia clausinervis
Bithia clausinervis là một loài ruồi trong họ Tachinidae.